# Saint-Aubin-du-Pavail
Saint-Aubin-du-Pavail település Franciaországban, Ille-et-Vilaine megyében. Lakosainak száma 838 fő (2018. január 1.). Saint-Aubin-du-Pavail Ossé, Amanlis, Châteaugiron, Domagné és Piré-sur-Seiche községekkel határos.

## Népesség
A település népessége az elmúlt években az alábbi módon változott:
| Lakosok száma | 300  | 311  | 442  | 497  | 591  | 727  | 789  | 854  | 824  | 838  |
|               | 1968 | 1975 | 1982 | 1990 | 1999 | 2011 | 2013 | 2015 | 2017 | 2018 |